# Goffratura
La goffratura è un particolare tipo di calandratura che permette l'incisione di un disegno semplice sul tessuto.
La goffratrice è costituita da un cilindro riscaldabile in acciaio con delle incisioni in rilievo, premuto contro un altro cilindro rivestito di carta o cotone, dotato di una circonferenza che è esattamente un multiplo intero del cilindro metallico. Un sistema di ingranaggi garantisce il movimento coordinato dei cilindri, evitandone lo slittamento e garantendo un'impressione nitida del disegno. Quest'ultimo, una volta impresso, può essere stabilizzato mediante appropriato trattamento ad elevata temperatura o grazie alla presenza di idonee sostanze apprettanti.